# NGC 1754
NGC 1754 est un amas ouvert situé dans la constellation de la Table. Cet amas est situé dans le Grand Nuage de Magellan. Il a été découvert par l'astronome britannique John Herschel en 1836.

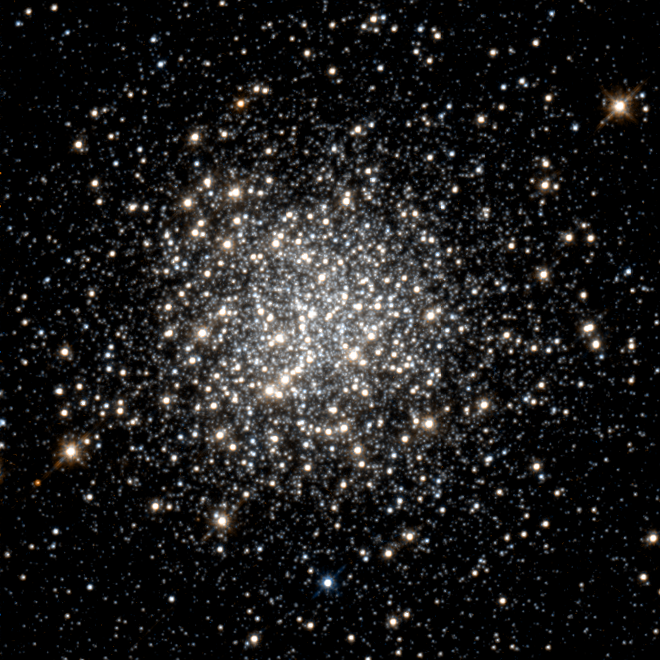
NGC 1754 par le télescope spatial Hubble.

Trois mesures non basées sur le décalage vers le rouge (redshift) donnent une distance de 0,053 ± 0,002 Mpc (∼173 000 al).